# Володай (Зубкова) Тетяна Володимирівна
Тетяна Володимирівна Зубкова (псевдонім — Тетяна Володай; нар. 6 жовтня 1965, Боярка) — поетеса, журналістка, композиторка, лауреатка премії імені Володимира Самійленка Боярської міської ради за 2009 рік.

## Життєпис
Народилася поетеса 6 жовтня 1965 року в Боярці Київської області. 
Вірші писала з дитинства. Вчителька за фахом.
Її твори розкривають природу людських почуттів, красу навколишнього світу і таємниці минулого.
Працювала Тетяна лаборантом, старшою піонервожатою, вихователькою дитячого садка, бібліотекарем. Її вірші народжувались в тиші фондосховища Боярського краєзнавчого музею, де вона працювала старшим науковим співробітником, потім журналістом — кореспондентом районної газети «Новий день», відповідальним секретарем редакції медичної газети «Ваше здоров'я».
Нині — головний редактор КП "Інформаційне агентство «Боярка-інформ» [Архівовано 28 листопада 2021 у Wayback Machine.].
Перша книга «Лілея біла» вийшла 1995 року. Друга збірка «Птах на долоні» побачила світ 2003 року. До неї увійшли два вінка сонетів та кілька поем. Згодом були збірки «Береги» (2006 р.), «Слід зорі» (2009 р.), до останньої увійшла поема «Материнська пісня», над якою поетеса працювали близько 20 років.
У книжці під символічно-загадковою назвою «Творці райдуг. Дума про Торчеськ» поетеса ніби з'єднує час теперішній і часи Київської Русі, шукає паралелі з сьогоднішніми негараздами, і дає можливість відчути ту далеку епоху в якій теж, на жаль, були не тільки героїзм, а і роз'єднаність, і підступність, і зрада.
Поезії Тетяни Володай приваблюють відкритістю думок, непідкупним ліризмом, правдою про реальне життя, живим словом. Природа і людина — таке коло тем, що окреслює духовні інтереси ліричного героя. Її поезія тиха, мелодійна, щемлива.
Тетяна легко створює віршовані музичні композиції, які дарує всьому світу і світ із захопленням сприймає її обдаровану душу. 2012 року побачив аудіоальбом «Вранішня зірка» з піснями Тетяни Володай.
За патріотичність та невгамовну творчу працю у 2009 році Тетяна Володай нагороджена премією імені Володимира Самійленка Боярської міської ради. З 2011 року член Національної спілки письменників України. Відповідальний секретар Київської обласної організації НСПУ.